# معادل یک تن نفت
معادل یک تن نفت (TOE) (به انگلیسی: Tonne of oil equivalent) نوعی یکای انرژی است: میزان انرژی آزاد شده از سوختن یک تن نفت خام، تقریباً معدل ۴۲ گیگاژول GJ (بسته به نوع نفت خام میزان گرمازایی متفاوت است و مقدار دقیق آن توافقی است; که البته تعاریف متفاوتی با اختلاف کم وجود دارد).

## تعریف
بر اساس تعریف آژانس بین المللی انرژی/سازمان توسعه و همکاری اقتصادی یک تو معادل 41.868 GJ یا 11.63 MWh است.بعضی سازمان ها از تعاریف دیگری استفاده می کنند.به عنوان مثال:
- ۱ تو = ۱۱٫۶۳ مگاوات ساعت
- ۱ تو = ۴۱٫۸۷ گیگاژول[۲]
- ۱ تو = ۳۹٬۶۸۳٬۲۰۵٫۴۱۱ BTU
- ۱ تو = ۷٫۱۱, ۷٫۳۳, یا ۷٫۴ معادل بشکه نفت (BOE)
- ۱ معادل یک تن نفت (TPE),که در انرژی تجدیدپذیر استفاده می شود, 45.217 GJ (گیگاژول).